# Solution en biologie
On utilise de nombreuses solutions en biologie. Certaines de ces solutions sont des liquides biologiques, comme le sérum fœtal bovin.